# Ein-China-Politik

Landkarte der „offiziellen“ Grenzen der Republik China (Taiwan) einschließlich Festlandchina, Mongolei, Tuwa und dem Kachin-Staat. Die Karte zeigt die historischen Maximalansprüche für eine imaginäre „vereinigte Republik China“, wie sie zum Teil in den 1930er bis 1950er Jahren kursierten. Reale Gebietsforderungen und -ansprüche beispielsweise gegenüber der Mongolei, Tadschikistan, Russland, Myanmar, Indien etc. werden seitens der Republik China nicht mehr erhoben.

Ein-China-Politik (chinesisch 一個中國政策 / 一个中国政策, Pinyin Yīgè Zhōngguó Zhèngcè) bezeichnet heute meist die von der Volksrepublik China verstandene politische Prämisse, dass es nur ein „China“ gibt, das neben dem von der Volksrepublik kontrollierten Festlandchina mit Macau und Hongkong auch die Republik China auf Taiwan umfasst. Alle Staaten, die diplomatische Beziehungen zur Volksrepublik China aufnehmen wollen, müssen diese Prämisse anerkennen, wie es auch die Vereinten Nationen in der Resolution 2758 der UN-Generalversammlung getan haben. Dabei identifiziert die Volksrepublik dieses „eine China“ mit sich selbst. Die Einhaltung der Ein-China-Politik betrachtet die Volksrepublik China als Voraussetzung für eine friedliche Vereinigung.

## Interpretationen der Ein-China-Politik

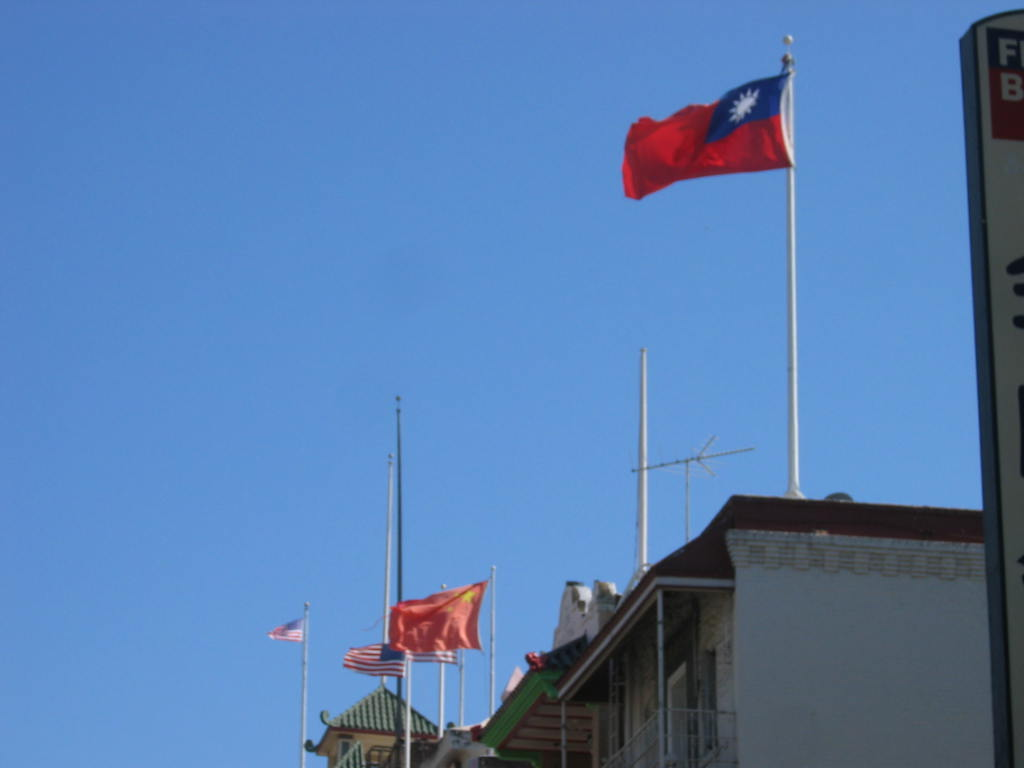
Die Flaggen der beiden Chinas wehen nebeneinander in San Franciscos Chinatown. Die dortigen Auslandschinesen sind in ihrer Loyalität zu den beiden Staaten gespalten.

Eine Interpretation, die sich im Kalten Krieg entwickelt hat, ist die, dass entweder die Volksrepublik China oder die Republik China die legitime Regierung von ganz China darstellt und die jeweils andere unrechtmäßig ist. Das führte dazu, dass bis in die 1970er Jahre die meisten westlichen Staaten Beziehungen zur Republik China unterhalten haben, die meisten Staaten des Ostblocks hingegen zur Volksrepublik (VR) China. Während die autokratisch von der Kuomintang (KMT) regierte Republik China sich als Speerspitze der kapitalistischen freien Welt in einem Land betrachtete, das von kommunistischen „Rebellen“ überrannt worden war, sieht sich die VR China bis heute als Sieger über die Republik China nach einer kommunistischen Revolution. Obwohl die Republik China sich nach Überwindung der KMT-Herrschaft Mitte der 1990er Jahre nicht mehr als alleinige rechtmäßige Regierung des ganzen China darstellte, blieb die Position der VR China bis ins Jahr 2000 unverändert, als auch sie ihren Standpunkt abmilderte. Diese neue Politik der Annäherung wurde bis zur Abwahl der DFP 2008 durchgeführt. Danach wurde von der wiedergewählten KMT-Regierung die vorherige Ein-China-Politik fortgesetzt. Die Annäherungspolitik hatte zu einer Entspannung der Beziehungen in der Taiwan-Straße geführt. Die Vereinigten Staaten erhofften sich dadurch eine verstärkte wirtschaftliche Zusammenarbeit in der ganzen Region.
Die veränderte Position der VR China wurde im Anti-Sezessions-Gesetz von 2005 deutlich, das zwar ein unteilbares China proklamiert, dieses aber nicht mehr eindeutig mit der VR China identifiziert. Seit 2004 hat Peking keine wesentlichen Äußerungen mehr gemacht, die die VR China als einzig rechtmäßiges China darstellen, und damit seine Definition des einen China leicht verändert. Sie hat dadurch ein Konzept abgesteckt, das als „Konsens von 1992“ bekannt ist und definiert, dass es ein China bestehend aus Festland-China und Taiwan gibt, allerdings unterschiedliche Interpretationen dieses einen Chinas existieren.
Eine weitere Interpretation des einen China ist, dass nur eine geographische Region China existiert, die durch den Chinesischen Bürgerkrieg in zwei Regierungen gespalten wurde. Dies ist im Wesentlichen die Position der taiwanischen Unterstützer der Chinesischen Wiedervereinigung, deren Ziel es ist, dass das „eine China“ schließlich unter einer gemeinsamen Regierung vereinigt wird. Seit 2005 ist diese Position nah genug an der der VR China, um einen Dialog auf höchster Ebene zwischen der Kommunistischen Partei Chinas und der damaligen Oppositionskoalition Taiwans (Pan-blaue Koalition) zuzulassen.

## Ein-China-Politik und diplomatische Beziehungen
Anerkennung der Ein-China-Politik ist für jede politische Körperschaft Voraussetzung für die Aufnahme diplomatischer Beziehungen mit der VR China. Die VR China war deshalb in der Vergangenheit bestrebt, von anderen Nationen folgende Stellungnahme zu erhalten: „Die Regierung der Volksrepublik China ist die alleinige rechtmäßige Regierung von ganz China […] und Taiwan ist unveräußerlicher Bestandteil des Territoriums der Volksrepublik China“. Viele Nationen sind damit nicht einverstanden und unternahmen häufig langwierige Anstrengungen, Sprachregelungen zu finden, die zwar von einem China sprechen, aber für beide Seiten annehmbar sind. Manche Länder benutzen Termini wie eingestehen, auffassen oder zur Kenntnis nehmen, während andere die Wörter unterstützen oder anerkennen für Pekings Position zum Status Taiwans verwenden.
Die Bezeichnung „Chinesisch Taipeh“ ist der einzig annehmbare Name auf den meisten internationalen Spielfeldern, da „Taiwan“ annehmen lässt, dass Taiwan ein eigener Staat sei, und „Republik China“ suggeriert, dass es zwei Chinas gibt; beides würde die Ein-China-Politik der Volksrepublik verletzen. Die meisten Staaten, die Peking anerkennen, umgehen die diplomatische Nomenklatur, indem sie „Handelsbüros“ einrichten, welche ihre Interessen auf taiwanischem Boden vertreten, während die Interessen der Republik China im Ausland über die TECO (Taipei Economic and Cultural Office, Taipei Wirtschafts- und Kulturbüros) vertreten werden. Nationen, die diplomatische Beziehungen mit der VR China unterhalten, haben keine formellen diplomatischen Beziehungen zu Taiwan, stattdessen werden außenpolitische Verhältnisse über formell private Organisationen wie das Deutsche Institut in Taipei gepflegt.
Angesichts ihrer wirtschaftlichen Leistungsfähigkeit vertritt die Volksrepublik China ihre internationalen Ziele und Ordnungsansprüche immer selbstbewusster, nicht nur in Bezug auf ihre Rohstoffinteressen, sondern auch hinsichtlich der Ein-China-Politik.

### Deutschland
Deutschland verfolgt seit Aufnahme der diplomatischen Beziehungen 1972 die Ein-China-Politik nach dem Leitsatz Ein Land, zwei Systeme und akzeptiert auch die Präsidialdemokratie in Taiwan. In der diplomatischen Praxis ist der Status Taiwans immer wieder Gegenstand der Diskussion. Beispielsweise lässt die Ein-China-Politik Deutschlands Kontakte mit hochrangigen Vertretern Taiwans nicht zu. Eine Anfrage bezüglich der Visa-Erteilung für eine private Einreise des taiwanischen Außenministers beantwortete die Bundesregierung am 15. März 2006 wie folgt: „In Abstimmung mit den anderen EU-Staaten werde daher dem taiwanesischen Präsidenten, dem Vizepräsidenten, dem Premierminister, dem Außenminister, dem Verteidigungsminister und dem Präsidenten des Parlamentes kein Visum erteilt, und zwar weder für dienstliche noch für private Reisezwecke.“

### Vereinigte Staaten
Die Beziehungen der Vereinigten Staaten zu Taiwan basieren auf dem 1979 vom US-Kongress verabschiedeten Taiwan Relations Act (TRA), in dem die USA ihre Unterstützung für eine weiterhin demokratische Entwicklung Taiwans ausdrücken. Die darin enthaltene Erklärung der USA, Taiwan bei Bedarf mit defensiven Waffen auszurüsten, belastet die diplomatischen Beziehungen zwischen China und den Vereinigten Staaten. Auch an den kleinen Inselstaaten des Pazifik (PIS) sind sowohl die USA als auch China strategisch interessiert. Die VR China hat militärisch aufgerüstet. Im August 2011 absolvierte der Flugzeugträger Liaoning seine erste Probefahrt.
„Manche behaupten, dass der Südpazifik bereits von Peking als strategischer Hinterhof auserkoren sei. Andere sehen in der Region schon heute die USA als unipolaren Hegemon herausgefordert und einen neuen Kalten Krieg heraufziehen.“
Taipeh ist im pazifischen Raum aktiv, um die PIS zu bewegen, Taiwan diplomatisch anzuerkennen. Dort hat also ein diplomatischer Wettlauf zwischen den beiden Chinas eingesetzt. Die Einflussnahme Chinas auf den pazifischen Raum wurde 2007 auch als Scheckbuchdiplomatie bezeichnet. Taiwan hielt mit denselben Mitteln dagegen; die PIS konnten Geld von beiden Seiten erhalten.
Im Februar 2017 hat US-Präsident Donald Trump in einem Telefonat mit Chinas Staatschef Xi die Ein-China-Politik akzeptiert.

### Afrika
Die Volksrepublik China ist Afrikas größter Außenhandelspartner. Bereits seit Jahren werden chinesische Infrastrukturinvestitionen als Form der Diplomatie betrachtet. Dabei geht es auch darum, dass Afrika die Ein-China-Politik unterstützen soll. Andere Bedingungen, wie die Einhaltung der Menschenrechte, die von westlichen Ländern zunehmend gefordert werden, existieren nicht. Die diplomatische Isolierung Taiwans geht damit einher. Die Beziehungen zu Afrika sind Teil der chinesischen Süd-Süd-Politik und Politik auf Augenhöhe. Dadurch hat sich China zu Beginn dieser Beziehungen von den westlichen Ländern unterschieden. Allerdings hat sich China auf internationalen Druck auch an Peacekeeping-Operationen in Afrika beteiligt. Ein weiterer Gesichtspunkt ist, dass sich China indirekt in die nationale Politik seiner afrikanischen Partnerländer einmischt, um seine Ein-China-Politik legitimieren zu lassen.

## Ein-China-Politik und Beziehungen zwischen der Volksrepublik und der Republik China
Die Anerkennung der Ein-China-Politik ist auch Voraussetzung der VR China für den Dialog mit Gruppen in Taiwan. Die Ein-China-Politik der VR China verbietet Formulierungen, die nach „zwei Chinas“ oder „einem China, einem Taiwan“ verlangen und macht deutlich, dass Bestrebungen nach der „Teilung der Einheit Chinas“ mit militärischer Gewalt begegnet werden kann.
Die VR China hat nach dem Anti-Sezessions-Gesetz 2005 klargestellt, dass ihre Interpretation des „einen China“ nicht mehr starr sei und dass „ein China“ sich nicht mehr notwendigerweise auf die VR China bezieht. Sie hat Gespräche mit Parteien in Taiwan und der taiwanischen Regierung auf der Basis des Konsenses von 1992 angeboten. Dieser postuliert, dass es ein China gebe, welches aber unterschiedlich interpretiert werden könne. Trotzdem bedeutet diese Politik, dass Taiwan formell seine Unabhängigkeitsbestrebungen aufgibt und dass jede Formulierung nach „einer Nation, zwei Staaten“ ähnlich wie in der deutschen Ostpolitik oder der Koreanischen Wiedervereinigung ausgeschlossen ist.
„Ein China“ war die Formulierung der Republik China vor den 1990er Jahren, wobei hier geltend gemacht wurde, dass die Republik China und nicht die VR China dieses eine China darstelle. 1991 sagte Präsident Lee Teng-hui, dass er das Recht der kommunistischen Behörden auf Kontrolle des Festlandes nicht angreifen werde. Dies bedeutete eine indirekte Anerkennung der Volksrepublik China seitens der Republik China. Im Verlauf der 1990er Jahre entfernte Präsident Lee sich von der Ein-China-Formulierung, was dazu führte, dass viele glaubten, er sympathisiere mit dem Gedanken der taiwanischen Unabhängigkeit. 1999 schlug Lee eine Zweistaatentheorie für das Verhältnis zwischen Festland-China und Taiwan vor, auf die Peking ungehalten reagierte. Daraufhin endete der halboffizielle Dialog.
Taiwan unterhält zu einigen Staaten in Mittel- und Südamerika, in Afrika, im Pazifik und auch zum Vatikan diplomatische Beziehungen. Diese Staaten haben also keine diplomatischen Beziehungen mit der Volksrepublik China. Aufgrund des diplomatischen Drucks der Volksrepublik schrumpft die Zahl der Taiwan anerkennenden Staaten aber in den letzten Jahren, von noch 22 Staaten 2015 auf 13 Staaten im Jahr 2023. Dagegen haben die EU-Staaten, die USA, Japan, Russland, sowie die ASEAN-Staaten keine offizielle Vertretung auf Taiwan. Ihre inoffiziellen Vertretungen nennen sich Institute, Office, Trade Office oder Association.
Nach der Wahl von Chen Shui-bian im Jahr 2000 schlug die Republik China Verhandlungen ohne Vorbedingungen vor. Obwohl Chen die Zweistaatentheorie Lees nicht ausdrücklich zurückwies, unterstützte er sie auch nicht explizit. Im Jahr 2001 gab es erfolglose Versuche, eine für beide Seiten akzeptable Formulierung wie „den Konsens von 1992 befolgen“ zu finden. Nachdem Präsident Chen den Vorsitz der Demokratischen Fortschrittspartei übernommen hatte, verdeutlichte er seine Politik und sagte, es sei deutlich, dass beide Seiten der Taiwanstraße getrennte Staaten seien. Diese Formulierung wurde von der oppositionellen pan-blauen Koalition scharf kritisiert. Diese verfolgt eine Ein-China-Politik, wendet sich aber gegen die Definition der VR China als dieses „einen China“.
In der Republik China wurde die Ein-China-Politik Thema im Wahlkampf der Präsidentschaftswahl 2004. Chen Shui-bian verdeutlichte seinen Standpunkt erneut und wies die Ein-China-Politik öffentlich von sich, da sie impliziere, dass Taiwan ein Teil der VR China sei. Sein Herausforderer Lien Chan unterstützte die Politik „Ein China, verschiedene Interpretationen“, wie bereits 1992. Lien Chan und sein Vizekandidat James Soong sagten aber nach der Wahl, dass sie die Wiedervereinigung Chinas nicht als höchstes Ziel ihrer Politik gegenüber der VR China sehen und die Möglichkeit einer späteren Unabhängigkeit Taiwans nicht ausschließen.
Am 14. März 2005 verabschiedete die VR China ein Anti-Sezessionsgesetz, das den Einsatz militärischer Gewalt autorisiert, um Bestrebungen, die sich von der Ein-China-Politik entfernen, zu begegnen. In diesem Gesetz wird allerdings nicht von der VR China als dem „einen China“ gesprochen. Im April und Mai 2005 besuchten Lien Chan und James Soong Festland-China getrennt voneinander und machten ihre Unterstützung für den „Konsens von 1992“ und das Konzept des „einen China“ deutlich. Beide stellten auch die Position ihrer Parteien gegen die Unabhängigkeit Taiwans klar. Die VR China zeigt gegenüber Taiwan nach wie vor Militärpräsenz, einen großen Teil ihrer modernsten Waffensysteme hat die VR an der Küste zu Taiwan stationiert.
Nach der Wahl von Tsai Ing-Wen im Januar 2016 und ihrem Amtsantritt am 20. Mai 2016 hat die Volksrepublik China sämtliche Kommunikationskanäle mit der Republik China eingestellt, da Tsai Ing-Wen sich nicht zum „Konsens von 1992“ bekannt hat.